# 白海菊蛤
白海菊蛤（学名：Spondylus castus），是莺蛤目海菊蛤科海菊蛤属的一种。主要分布于中国大陆、台湾，常栖息在潮间带至水深20米浅海。